# Czechosłowacja na Letnich Igrzyskach Olimpijskich 1928
Czechosłowację na Letnich Igrzyskach Olimpijskich 1928 reprezentowało 25 zawodników, 24 mężczyzn i 1 kobieta.

## Zdobyte medale
| Medal  | Zawodnik | Dyscyplina           | Konkurencja                          | Rezultat     |
| ------ | --- | -------------------- | ------------------------------------ | ------------ |
| Złoto  | Ladislav Vácha | Gimnastyka           | Ćwiczenia na poręczy                 | 18,83 pkt    |
| Złoto  | František Ventura                                                                                                  | Jeździectwo          | Skoki przez przeszkody indywidualnie | 0 pkt        |
| Srebro | Jan Heřmánek | Boks                 | Waga średnia                         | [ 3 ]        |
| Srebro | Jan Gajdoš Ladislav Vácha Emanuel Löffler Josef Effenberger Václav Veselý Bedřich Šupčík Jan Koutný Ladislav Tikal | Gimnastyka           | Wielobój drużynowo                   | 1712,250 pkt |
| Srebro | Emanuel Löffler | Gimnastyka           | Skok przez konia                     | 9,5 pkt      |
| Srebro | Ladislav Vácha | Gimnastyka           | ćwiczenia na kółkach                 | 19,17 pkt    |
| Srebro | Jindřich Maudr | Zapasy               | Waga kogucia                         | [ 3 ]        |
| Brąz   | Emanuel Löffler | Gimnastyka           | ćwiczenia na kółkach                 | 18,83 pkt    |
| Brąz   | Jaroslav Skobla | Podnoszenie ciężarów | Waga ciężka                          | 375,5 kg     |